# Clorambucila
Clorambucila ou clorambucil é um fármaco utilizado na quimioterapia. Trata diferentes tipos de câncer, mas sua indicação predominante é para a leucemia linfoide crônica. Pertence a família dos agentes alquilantes, atuando sobre o DNA e impedindo assim a multiplicação de células malignas. É administrado pela via oral.